# Manegaon
Manegaon is een census town in het district Jabalpur van de Indiase staat Madhya Pradesh. 

## Demografie
Volgens de Indiase volkstelling van 2001 wonen er 9174 mensen in Manegaon, waarvan 52% mannelijk en 48% vrouwelijk is. De plaats heeft een alfabetiseringsgraad van 78%. 